# Robert Morgenthaler (Handballspieler)
Robert Morgenthaler (* 11. März 1918 in Bern; † 20. April 2010 in Kirchlindach, heimatberechtigt in Staffelbach AG) war ein Schweizer Feldhandballspieler.

## Familie
Sein Bruder Rudolf spielte ebenfalls mit ihm bei GG Bern und in der Nationalmannschaft Feldhandball.

## Handball

### Club
Er spielte für den GG Bern, mit dem er 1941, 1942 und 1943 die Schweizer Feldhandballmeisterschaft gewann.

### Nationalmannschaft
Mit der Schweizer Männer-Feldhandballnationalmannschaft spielte er sein erstes Länderspiel am 28. Mai 1939 gegen die Niederlande. Beim 8:3–Erfolg steuerte er ein Tor bei. Sein zweites und letztes Länderspiel spielte er am 17. Oktober 1943 gegen Ungarn. Dabei gewann die Schweiz 8:6 und dabei warf er fünf Tore. Sein Bruder spielte ebenfalls mit.

## Leichtathletik
An den Schweizerische Hochschulmeisterschaften 1941 gewann er den Speerwurfwettbewerb mit einer Weite von 46,58 Meter.

## Arbeit
Morgenthaler war Direktor der NMS Bern von 1960 bis 1982. An der Universität Bern war er ausserordentlicher Professor für das Neue Testament.